# أنطونيو (مغني)
أنطونيو (بالإيطالية: Antonino Spadaccino)‏ هو مغني إيطالي، ولد في 9 مارس 1983 في فودجا في إيطاليا.

## وصلات خارجية
- أنطونيو على موقع ميوزك برينز (الإنجليزية)
- أنطونيو على موقع ديسكوغز (الإنجليزية)